# Stefan Anguelov
Stefan Anguelov (búlgar: Стефан Ангелов)  (Biala Vodà, 7 de gener de 1947 - 21 de desembre de 2019) fou un lluitador búlgar, especialista en lluita grecoromana, que va competir durant les dècades de 1960 i 1970.
El 1972 va prendre part en els Jocs Olímpics d'Estiu de Múnic, on guanyà la medalla de bronze en la competició del pes minimosca del programa de lluita grecoromana. Quatre anys més tard, als Jocs de Mont-real, revalidà la medalla de bronze en la mateixa competició.
En el seu palmarès també destaquen dues medalles de bronze al Campionat del món de lluita de 1971 i 1975 i una de plata al Campionat d'Europa de lluita de 1972.